# Berkeley in the Sixties
Berkeley in the Sixties è un documentario del 1990 diretto da Mark Kitchell candidato al premio Oscar al miglior documentario.